# Ben Elton
Benjamin "Ben" Elton (født 3. maj 1959 i London) er en britisk komiker, forfatter og skuespiller.
Eltons jødiske far flygtede i 1939 fra Tyskland til England for at komme væk fra nazisternes antisemitisme. Eltons mor er engelsk. Han studerede ved Godalming Grammar School. I år 1980 fik han sin eksamen i dramastudier fra University of Manchester.
Herefter begyndte han at optræde som stand-up komiker på The Comedy Club i London. På cirka samme tid begyndte han at skrive manuskripter til TV-serier, og hans karriere tog fart.

## TV
- 1982: The Young Ones (medforfatter)
- 1982-83: Alfresco
- 1985: Filthy, Rich and Catflap
- 1985: Happy Families

- 1987/90: Blackadder (med Richard Curtis)

## Bøger
- 1989 – Stark (originaltitel Stark)
- 1991 – Gridlock
- 1993 – This Other Eden
- 1997 – Popcorn (originaltitel Popcorn)
- 1999 – Trykket af Fortiden (originaltitel Blast From the Past)
- 1999 – Inconceivable
- 2001 – Dead Famous
- 2002 – High Society
- 2004 – Past Mortem
- 2005 – The First Casualty
- 2006 – Chart Throb
- 2007 – Blind Faith
- 2009 – Meltdown
- 2013 – To Brødre (originaltitel Two Brothers)
- 2015 – I kamp mod tiden (originaltitel Time And Time Again)

## Musicals
- The Beautiful Game – med Andrew Lloyd Webber
- We Will Rock You – med Queen
- Tonight's the Night – med Rod Stewart
- Love Never Dies – med Andrew Lloyd Webber

## Priser
- The Gold Dagger (1996) for Popcorn.